# Lista piosenek Wolnej Grupy Bukowina
Lista piosenek Wolnej Grupy Bukowina – Lista zawiera wszystkie piosenki zaprezentowane na oficjalnych wydawnictwach Wojciecha Belona i Wolnej Grupy Bukowina oraz na wybranych składankach.
| Tytuł                                                        | Album | Autor tekstu                                  | Autor muzyki               | Data rejestracji                               |
| ------------------------------------------------------------ | --- | --------------------------------------------- | -------------------------- | ---------------------------------------------- |
| Azyl                                                         | Bukowina (MC, 1990 [Bukowina I] / CD, 1991) | Adam Ziemianin                                | Wojciech Jarociński        | ?                                              |
| Ballada o Cześku piekarzu                                    | Bukowina (MC, 1990 [Bukowina II] / CD, 1991) Słonecznik - Antologia (CD, 2001) Koncert - Jeszcze tyle pieśni przed nami (CD, 2013) Kolory muzyki (CD, 2014) Wojtek - Złota Kolekcja (CD, 2020, dwie wersje) | Wojciech Bellon                               | W. Bellon                  | ? 1978 2012 2014 1976 i 1982                   |
| Ballada o Zyźku Wilku                                        | Słonecznik - Antologia (CD, 2001) | W. Bellon                                     | W. Bellon                  | 1972 / 1973                                    |
| Bar na Stawach (Piosenka o przemijaniu)                      | Bukowina I (MC, 1990) Słonecznik - Antologia (CD, 2001) Koncert - Jeszcze tyle pieśni przed nami (CD, 2013) Wojtek - Złota Kolekcja (CD, 2020) | W. Bellon                                     | W. Bellon                  | 1977 1977 2012 1977                            |
| Bez słów (Chodzą ulicami ludzie)                             | Bukowina (MC, 1990 [Bukowina I] / CD, 1991) Niechaj zabrzmi... Koncert (MC, CD, 1994) Pieśń łagodnych - Złota Kolekcja (MC, CD, 1999) Koncert - Jeszcze tyle pieśni przed nami (CD, 2013) Kolory muzyki (CD, 2014) Wojtek - Złota Kolekcja (CD, 2020)                                                                                | W. Bellon                                     | W. Bellon                  | 1978 1993 1978 2012 2014 1976                  |
| Blues o powrocie                                             | Bukowina (MC, 1990 [Bukowina II] / CD, 1991) Słonecznik - Antologia (CD, 2001) Wojtek - Złota Kolekcja (CD, 2020) | W. Belllon                                    | W. Bellon                  | ? 1978                                         |
| Blues o powrocie                                             | Sad (MC, CD, 1995) | W. Bellon                                     | Wacław Juszczyszyn         | 1994 / 1995                                    |
| Błogo bardzo będę sławił ten dzień                           | Niechaj zabrzmi... Koncert (MC, CD, 1994) Sad (MC, CD, 1995) Koncert - Jeszcze tyle pieśni przed nami (CD, 2013) | Edward Stachura                               | W. Jarociński              | 1993 1994 / 1995 2012                          |
| Bukowina I                                                   | Wolna Grupa Bukowina (MC, 1978) Wolna Grupa Bukowina (EP, 1970./80.) Bukowina (MC, 1990 [Bukowina I] / CD, 1991) Niechaj zabrzmi... Koncert (MC, CD, 1994) Pieśń łagodnych - Złota Kolekcja (MC, CD, 1999) Koncert - Jeszcze tyle pieśni przed nami (CD, 2013) Kolory muzyki (CD, 2014) Wojtek - Złota Kolekcja (CD, 2020)           | W. Bellon                                     | W. Bellon                  | 1978 ? 1978 1993 1978 2012 2014 1978           |
| Bukowina II                                                  | Bukowina (MC, 1990 [Bukowina II] / CD, 1991) Niechaj zabrzmi... Koncert (MC, CD, 1994) Pieśń łagodnych - Złota Kolekcja (MC, CD, 1999) Koncert - Jeszcze tyle pieśni przed nami (CD, 2013) Kolory muzyki (CD, 2014) Wojtek - Złota Kolekcja (CD, 2020)                                                                               | W. Bellon                                     | W. Bellon                  | 1977 1993 1977 2012 2014 1977                  |
| Chmurkolistny                                                | Sad (MC, CD, 1995) | Jerzy Harasymowicz                            | Grażyna Kulawik            | 1994 / 1995                                    |
| Chyli się dzień do kresu (Nocna piosenka o mieście - Deszcz) | Bukowina (MC, 1990 [Bukowina I] / CD, 1991) Pieśń łagodnych - Złota Kolekcja (MC, CD, 1999) Koncert - Jeszcze tyle pieśni przed nami (CD, 2013) | W. Bellon                                     | W. Juszczyszyn             | 1979 1979 2012                                 |
| Cienka struna (Tenka struna)                                 | Świat wg Nohavicy (CD, 2009) Kolory muzyki (CD, 2014) | Jaromir Nohavica tł. Antoni Muracki           | J. Nohavica                | 2008 2008                                      |
| Cień drogą wędrował                                          | Słonecznik (MC, CD, 2001) | W. Bellon                                     | W. Bellon W. Juszczyszyn   | 2000 / 2001                                    |
| Czarny łeb słonecznika                                       | Słonecznik (MC, CD, 2001) Koncert - Jeszcze tyle pieśni przed nami (CD, 2013) | Kazimierz Pichalak                            | W. Jarociński              | 2000 / 2001 2012                               |
| Dalej jest droga i las                                       | Słonecznik (MC, CD, 2001) | W. Jarociński                                 | W. Jarociński              | 2000 / 2001                                    |
| Dźwięk                                                       | Bukowina (MC, 1990 [Bukowina I] / CD, 1991) | W. Jarociński                                 | W. Juszczyszyn             | ?                                              |
| Gdy się Chrystus rodzi                                       | Kolędy z Krainy Łagodności (CD, 2004) | trad.                                         | trad.                      | 2004                                           |
| Gdzieżeś nocy                                                | Wojtek - Złota Kolekcja (CD, 2020) | W. Bellon                                     | W. Bellon                  | 1976                                           |
| Jak się czuję                                                | Słonecznik (MC, CD, 2001) | Andrzej Poniedzielski                         | w. Juszczyszyn             | 2000 / 2001                                    |
| Jakże blisko                                                 | Bukowina II (MC, 1990) Niechaj zabrzmi... Koncert (MC, CD, 1994) Sad (CD, 1995) Słonecznik - Antologia (CD, 2001) Wojtek - Złota Kolekcja (CD, 2020) | W. Bellon                                     | W. Juszczyszyn             | 1985 1993 1985 1984                            |
| Jasnej                                                       | Bukowina II (MC, 1990) Sad (CD, 1995) Wojtek - Złota Kolekcja (CD, 2020) | W. Bellon                                     | -                          | 1985 1985                                      |
| Jestem z upływającej wody                                    | Słonecznik (MC, CD, 2001) | Halina Poświatowska                           | W. Jarociński              | 2000 / 2001                                    |
| Język gazety                                                 | Sad (MC, CD, 1995) | W. Bellon                                     | W. Bellon W. Juszczyszyn   | 1994 / 1995                                    |
| Już widziane                                                 | Słonecznik (MC, CD, 2001) | W. Jarociński                                 | W. Jarociński              | 2000 / 2001                                    |
| Kazdy si nese swe brzime                                     | Kolory muzyki (CD, 2014) | J. Nohavica                                   | J. Nohavica                | 2014                                           |
| Kejkliri                                                     | Kolory muzyki (CD, 2014) | J. Nohavica                                   | J. Nohavica                | 2014                                           |
| Kiedy wieje wiatr (Kiedy /Co zrobiliście z tym deszczem/)    | Sad (MC, CD, 1995) Wojtek - Złota Kolekcja (CD, 2020) | W. Bellon                                     | Bob Dylan                  | 1994 / 1995 1976                               |
| Kiedy w szarości pradawnego czasu                            | Słonecznik (MC, CD, 2001) | W. Bellon                                     | W. Juszczyszyn             | 2000 / 2001                                    |
| Kołysanka dla Joanny I                                       | Bukowina (MC, 1990 [Bukowina I i II, dwie wersje] / CD, 1991) Niechaj zabrzmi... Koncert (MC, CD, 1994) Sad (CD, 1995) Pieśń łagodnych - Złota Kolekcja (MC, CD, 1999) Słonecznik - Antologia (CD, 2001) Kolory muzyki (CD, 2014) Wojtek - Złota Kolekcja (CD, 2020)                                                                 | W. Bellon                                     | W. Bellon                  | 1980 1993 1985 1980 ? 2014 1980                |
| Kołysanka dla Joanny II                                      | Bukowina (MC, 1990 [Bukowina I] / CD, 1991) Pieśń łagodnych - Złota Kolekcja (MC, CD, 1999) Kolory muzyki (CD, 2014) Wojtek - Złota Kolekcja (CD, 2020) | W. Bellon                                     | W. Juszczyszyn             | 1980 1980 ? 1980                               |
| Kres (O! Panie wezwij mnie)                                  | Wojtek - Złota Kolekcja (CD, 2020) | J. Łuczak                                     | Joni Mitchell              | 1979                                           |
| Lulajże, Jezuniu                                             | Kolędy z Krainy Łagodności (CD, 2004) | trad.                                         | trad.                      | 2004                                           |
| Łabędzi puch                                                 | Sad (MC, CD, 1995) Pieśń łagodnych - Złota Kolekcja (MC, CD, 1999) | W. Jarociński                                 | W. Jarociński              | 1994 / 1995 1994 / 1995                        |
| Maestro bezdomny                                             | Bukowina (MC, 1990 [Bukowina I] / CD, 1991) Sad (MC, CD, 1995) Pieśń łagodnych - Złota Kolekcja (MC, CD, 1999) Kolory muzyki (CD, 2014) Wojtek - Złota Kolekcja (CD, 2020) | Andrzej Pacuła                                | W. Bellon                  | 1978 1994 / 1995 1978 2014 1978                |
| Majster Bieda                                                | Wolna Grupa Bukowina (MC, 1978) Bukowina (MC, 1990 [Bukowina I] / CD, 1991) Niechaj zabrzmi... Koncert (MC, CD, 1994) Pieśń łagodnych - Złota Kolekcja (MC, CD, 1999) Słonecznik - Antologia (CD, 2001) Koncert - Jeszcze tyle pieśni przed nami (CD, 2013) Kolory muzyki (CD, 2014) Wojtek - Złota Kolekcja (CD, 2020, dwie wersje) | W. Bellon                                     | W. Bellon                  | 1978 1978 1993 1978 1984 2012 2014 1978 i 1985 |
| Majster Grisza                                               | Wojtek - Złota Kolekcja (CD, 2020) | Bułat Okudżawa tł. Wiktor Woroszylski         | B. Okudżawa                | 1985                                           |
| Marketa                                                      | Kolory muzyki (CD, 2014) | J. Nohavica                                   | J. Nohavica                | 2014                                           |
| Między nami                                                  | Wolna Grupa Bukowina (MC, 1978) Bukowina (MC, 1990 [Bukowina I i II, dwie wersje] / CD, 1991) Niechaj zabrzmi... Koncert (MC, CD, 1994) Sad (CD, 1995) Pieśń łagodnych - Złota Kolekcja (MC, CD, 1999) Kolory muzyki (CD, 2014) Wojtek - Złota Kolekcja (CD, 2020)                                                                   | W. Bellon                                     | W. Bellon                  | 1978 1977 1993 1985 1977 2014 1978             |
| Moja wolności                                                | Wojtek - Złota Kolekcja (CD, 2020) | Georges Moustaki tł. Jonasz Kofta             | G. Moustaki                | 1973                                           |
| Niedokończona jesienna fuga                                  | Sad (MC, CD, 1995) Pieśń łagodnych - Złota Kolekcja (MC, CD, 1999) Koncert - Jeszcze tyle pieśni przed nami (CD, 2013) | W. Bellon                                     | W. Jarociński              | 1994 / 1995 1994 / 1995 2012                   |
| Nocna piosenka o mieście                                     | Bukowina (MC, 1990 [Bukowina I] / CD, 1991) Pieśń łagodnych - Złota Kolekcja (MC, CD, 1999) Koncert - Jeszcze tyle pieśni przed nami (CD, 2013) Kolory muzyki (CD, 2014) Wojtek - Złota Kolekcja (CD, 2020) | W. Bellon                                     | W. Bellon                  | 1977 1977 2012 2014 1977                       |
| Nuta z Ponidzia                                              | Bukowina (MC, 1990 [Bukowina II] / CD, 1991) Niechaj zabrzmi... Koncert (MC, CD, 1994) Pieśń łagodnych - Złota Kolekcja (MC, CD, 1999) Koncert - Jeszcze tyle pieśni przed nami (CD, 2013) Kolory muzyki (CD, 2014) Wojtek - Złota Kolekcja (CD, 2020)                                                                               | W. Bellon                                     | W. Bellon                  | 1979 1993 1979 2012 2014 1979                  |
| O wierszach                                                  | Wojtek - Złota Kolekcja (CD, 2020) | W. Bellon                                     | W. Bellon                  | 1976                                           |
| Ocean                                                        | Bukowina (MC, 1990 [Bukowina I]) Pieśń łagodnych - Złota Kolekcja (MC, CD, 1999) Wojtek - Złota Kolekcja (CD, 2020) | Mirosław Hrynkiewicz                          | M. Hrynkiewicz             | 1978 1978                                      |
| Opowieść o początkach                                        | Słonecznik - Antologia (CD, 2001) | W. Bellon                                     | -                          | ?                                              |
| Pasjans świata                                               | Słonecznik - Antologia (CD, 2001) Koncert - Jeszcze tyle pieśni przed nami (CD, 2013) | A. Ziemianin                                  | W. Juszczyszyn             | 2000 / 2001 2012                               |
| Październik                                                  | Niechaj zabrzmi... Koncert (MC, CD, 1994) Sad (MC, CD, 1995) Wojtek - Złota Kolekcja (CD, 2020) | W. Bellon                                     | W. Bellon                  | 1993 1994 / 1995 1976                          |
| Pejzaże harasymowiczowskie                                   | Bukowina (MC, 1990 [Bukowina I] / CD, 1991) Pieśń łagodnych - Złota Kolekcja (MC, CD, 1999) Słonecznik - Antologia (CD, 2001) Koncert - Jeszcze tyle pieśni przed nami (CD, 2013) Kolory muzyki (CD, 2014) Wojtek - Złota Kolekcja (CD, 2020, dwie wersje)                                                                           | W. Bellon                                     | W. Bellon                  | 1977 1977 1985 2012 2014 1977 i 1985           |
| Pieśń łagodnych                                              | Bukowina (MC, 1990 [Bukowina I] / CD, 1991) Niechaj zabrzmi... Koncert (CD, 1994) Pieśń łagodnych - Złota Kolekcja (MC, CD, 1999) Koncert - Jeszcze tyle pieśni przed nami (CD, 2013) Kolory muzyki (CD, 2014) | W. Bellon                                     | W. Jarociński              | 1980 1993 1980 2012 2014                       |
| Pieśń ślepca                                                 | Słonecznik (MC, CD, 2001) | W. Bellon                                     | W. Juszczyszyn             | 2000 / 2001                                    |
| Pieśń Wielkanocna o zaimkach / Cóż ci pozwala człowieku      | Wojtek - Złota Kolekcja (CD, 2020) | W. Bellon Krzysztof Piasecki                  | W. Bellon                  | 1973                                           |
| Piosenka o zajączku (Letnia piosenka o zajączku)             | Wolna Grupa Bukowina (MC, 1978) Wolna Grupa Bukowina (EP, 1970./80.) Bukowina (MC, 1990 [Bukowina I] / CD, 1991) Pieśń łagodnych - Złota Kolekcja (MC, CD, 1999) Koncert - Jeszcze tyle pieśni przed nami (CD, 2013) Kolory muzyki (CD, 2014) Wojtek - Złota Kolekcja (CD, 2020)                                                     | W. Bellon                                     | W. Bellon                  | 1978 ? 1979 2012 2014 1978                     |
| Piosenka wiosenna                                            | Wolna Grupa Bukowina (MC, 1978) Bukowina (MC, 1990 [Bukowina II] / CD, 1991) Pieśń łagodnych - Złota Kolekcja (MC, CD, 1999) Koncert - Jeszcze tyle pieśni przed nami (CD, 2013) Kolory muzyki (CD, 2014) Wojtek - Złota Kolekcja (CD, 2020)                                                                                         | W. Bellon                                     | W. Jarociński              | 1978 1978 2012 2014 1978                       |
| Pod wspólnym dachem                                          | Bukowina (MC, 1990 [Bukowina I] / CD, 1991) Pieśń łagodnych - Złota Kolekcja (MC, CD, 1999) Wojtek - Złota Kolekcja (CD, 2020) | A. Ziemianin                                  | W. Jarociński              | 1980 1980                                      |
| Podanie do góry                                              | Sad (MC, CD, 1995) | W. Jarociński                                 | W. Jarociński              | 1994 / 1995                                    |
| Pomyślałem, że gdy gitarę ujmę                               | Słonecznik (MC, CD, 2001) | W. Bellon                                     | W. Juszczyszyn             | 2000 / 2001                                    |
| Ponidzie (Wrócisz)                                           | Słonecznik - Antologia (CD, 2001, z zapowiedzią) Wojtek - Złota Kolekcja (CD, 2020) | W. Bellon                                     | W. Bellon                  | 1984 1984                                      |
| Post scriptum jesiennej miłości (Piosenka studencka)         | Bukowina (MC, 1990 [Bukowina II] / CD, 1991) Koncert - Jeszcze tyle pieśni przed nami (CD, 2013) Kolory muzyki (CD, 2014) Wojtek - Złota Kolekcja (CD, 2020) | W. Bellon                                     | W. Juszczyszyn             | ? 2012 2014 1982                               |
| Poślę dziewczynie                                            | Bukowina (MC, 1990 [Bukowina II]) Słonecznik - Antologia (CD, 2001, z zapowiedzią) Wojtek - Złota Kolekcja (CD, 2020) | W. Bellon                                     | W. Bellon Bogdan Ptak      | 1978 1978 1976                                 |
| Robinson                                                     | Świat wg Nohavicy (CD, 2009) Kolory muzyki (CD, 2014) | J. Nohavica tł. Renata Pulzlaher              | J. Nohavica                | 2008 2008                                      |
| Rzeka                                                        | Wolna Grupa Bukowina (EP, 1970./80.) Bukowina (MC, 1990 [Bukowina II] / CD, 1991) Pieśń łagodnych - Złota Kolekcja (MC, CD, 1999) Koncert - Jeszcze tyle pieśni przed nami (CD, 2013) Kolory muzyki (CD, 2014) Wojtek - Złota Kolekcja (CD, 2020)                                                                                    | W. Jarociński                                 | W. Jarociński              | ? 1978 2012 2014 1978                          |
| Sad                                                          | Bukowina (MC, 1990 [Bukowina II]) Sad (CD, 1995) Wojtek - Złota Kolekcja (CD, 2020) | W. Bellon                                     | -                          | 1985 1985                                      |
| Sad                                                          | Sad (MC, CD, 1995) Pieśń łagodnych - Złota Kolekcja (MC, CD, 1999) Koncert - Jeszcze tyle pieśni przed nami (CD, 2013) | W. Bellon                                     | W. Juszczyszyn             | 1994 / 1995 1994 / 1995 2012                   |
| Sielanka o domu                                              | Wolna Grupa Bukowina (MC, 1978) Wolna Grupa Bukowina (EP, 1970./80.) Bukowina (MC, 1990 [Bukowina II] / CD, 1991) Niechaj zabrzmi... Koncert (MC, CD, 1994) Pieśń łagodnych - Złota Kolekcja (MC, CD, 1999) Koncert - Jeszcze tyle pieśni przed nami (CD, 2013) Kolory muzyki (CD, 2014) Wojtek - Złota Kolekcja (CD, 2020)          | W. Bellon                                     | W. Juszczyszyn             | 1978 ? 1978 1993 1978 2012 2014 1978           |
| Sprzysiężeni                                                 | Sad (MC, CD, 1995) Pieśń łagodnych - Złota Kolekcja (MC, CD, 1999) Słonecznik - Antologia (CD, 2001) | W. Bellon                                     | W. Bellon                  | 1994 / 1995 1994 / 1995 1971                   |
| Stieńka Riazin                                               | Słonecznik - Antologia (CD, 2001) Wojtek - Złota Kolekcja (CD, 2020) | Jewgienij Jewtuszenko sł. pol. W. Bellon      | W. Bellon                  | 1972 1973                                      |
| Strakapud                                                    | Kolory muzyki (CD, 2014) | J. Nohavica                                   | J. Nohavica                | 2014                                           |
| Szukać jutra co za sens                                      | Wojtek - Złota Kolekcja (CD, 2020) | W. Bellon                                     | W. Bellon                  | 1972                                           |
| To on Wojtek Bellon                                          | Wojtek - Złota Kolekcja (CD, 2020) | W. Bellon K. Piasecki                         | W. Bellon                  | 1973                                           |
| Tu przy piwie                                                | Słonecznik - Antologia (CD, 2001) | W. Bellon                                     | -                          | 1985                                           |
| Tu przy piwie                                                | Sad (MC, CD, 1995) Pieśń łagodnych - Złota Kolekcja (MC, CD, 1999) | W. Bellon                                     | W. Juszczyszyn             | 1994 / 1995 1994 / 1995                        |
| Tu przy piwie                                                | Wojtek - Złota Kolekcja (CD, 2020) | W. Bellon                                     | W. Bellon                  | 1983                                           |
| Tylko popiół wie                                             | Słonecznik (MC, CD, 2001) | Josif Brodski                                 | W. Jarociński              | 2000 / 2001                                    |
| W Zagnańsku opodal dworca                                    | Słonecznik (MC, CD, 2001) | W. Bellon                                     | W. Juszczyszyn             | 2000 / 2001                                    |
| Wczoraj wieczorem                                            | Wolna Grupa Bukowina (MC, 1978) Bukowina (MC, 1990 [Bukowina II] / CD, 1991) Pieśń łagodnych - Złota Kolekcja (MC, CD, 1999) Wojtek - Złota Kolekcja (CD, 2020) | W. Jarociński                                 | W. Jarociński              | 1978 1978                                      |
| Wychodzimy z zimy                                            | Wolna Grupa Bukowina (MC, 1978) Bukowina (MC, 1990 [Bukowina II] / CD, 1991) Niechaj zabrzmi... Koncert (MC, CD, 1994) Pieśń łagodnych - Złota Kolekcja (MC, CD, 1999) Koncert - Jeszcze tyle pieśni przed nami (CD, 2013) Kolory muzyki (CD, 2014) Wojtek - Złota Kolekcja (CD, 2020)                                               | A. Ziemianin                                  | W. Jarociński              | 1978 1978 1993 1978 2012 2014 1978             |
| Wywiad z Wojtkiem Bellonem                                   | Słonecznik - Antologia (CD, 2001) | -                                             | -                          | 1985                                           |
| Zabierz mnie na stację                                       | Bukowina (MC, 1990 [Bukowina II]) Wojtek - Złota Kolekcja (CD, 2020) | Mick Jagger Keith Richards sł. pol. W. Bellon | Mick Jagger Keith Richards | 1978 1978                                      |
| Zakochani                                                    | Niechaj zabrzmi... Koncert (MC, CD, 1994) Wojtek - Złota Kolekcja (CD, 2020) | W. Bellon                                     | W. Bellon                  | 1993 1974                                      |
| Zakończenie                                                  | Wojtek - Złota Kolekcja (CD, 2020) | W. Bellon                                     | Donovan                    | 1976                                           |
| Zamek                                                        | Słonecznik - Antologia (CD, 2001) | W. Bellon                                     | W. Bellon                  | 1972                                           |
| Złoty pąk                                                    | Sad (MC, CD, 1995) | W. Jarociński                                 | W. Jarociński              | 1994 / 1995                                    |
| Zły niż (Jumbo Jet)                                          | Bukowina (MC, 1990 [Bukowina I]) Wojtek - Złota Kolekcja (CD, 2020) | W. Jarociński                                 | W. Juszczyszyn             | 1979 1979                                      |
| Zobacz, Anno                                                 | Bukowina (MC, 1990 [Bukowina II] / CD, 1991) Pieśń łagodnych - Złota Kolekcja (MC, CD, 1999) Kolory muzyki (CD, 2014) | A. Ziemianin                                  | W. Jarociński              | 1978 1978 2014                                 |
| Zuzanna                                                      | Wojtek - Złota Kolekcja (CD, 2020) | Leonard Cohen tł. Maciej Zembaty              | L. Cohen                   | 1973                                           |
| Zyźkowi                                                      | Słonecznik (MC, CD, 2001) | W. Bellon                                     | W. Juszczyszyn             | 2000 / 2001                                    |
| Żwawa piosenka o żuczku                                      | Słonecznik - Antologia (CD, 2001) | W. Bellon                                     | W. Bellon                  | 1972                                           |